# Biviers
Biviers est une commune française située dans le département de l'Isère, en région Auvergne-Rhône-Alpes.
La commune est rattachée au canton du Moyen Grésivaudan et adhérente à la communauté de communes Le Grésivaudan dont le siège est fixé à Crolles. Ses habitants sont dénommés les Biviérois.

## Géographie

### Situation et description
Biviers est une commune située dans la vallée du Grésivaudan, à environ une dizaine de kilomètres de Grenoble. Elle compte 2 504 habitants.
De nombreux points de la commune liés à la topographie permettent d'avoir un panorama. En effet, il est ainsi possible, par temps dégagé, d'apercevoir le Mont Blanc, distant à vol d'oiseau de 140 km, et le mont Aiguille. Le site offre également une vue de toute la chaîne de Belledonne et de la Chartreuse, avec en ligne de mire, la Dent de Crolles, la Croix de Chamrousse, la Croix de Belledonne… ainsi que sur le Trièves et les contreforts du Vercors, au-dessus de Grenoble et le Moucherotte.

### Géologie et relief
Depuis les points de Saint-Hugues de Biviers, de l'église et du prieuré et de toute la partie amont de cette ligne, Biviers offre une vue de l'ensemble du bassin grenoblois.
Sise au pied du massif de Chartreuse, le long du mont du Saint-Eynard, dont le relief et la falaise s'offrent sur toute sa longueur, cette configuration offre à Biviers et à ses communes voisines un micro-climat nommé usuellement de « petit Nice ». En effet, la commune de Biviers bénéficie d'un paysage et d'un relief, d'une flore et d'une faune particuliers, complétés par la grande amplitude d'altitude entre son point bas (317 m) et son point haut (1 100 m). Ce micro-climat s'étend de Corenc à Saint-Nazaire-les-Eymes et est géologiquement connu. Il s'explique par l'orientation de la falaise du Saint-Eynard. La végétation locale accueille certaines espèces de pins, ainsi que l'amélanchier, pour ses qualités contre les éboulis de pierres, deux espèces végétales que l'on retrouve près de la côte d'Azur et en Provence.
Biviers, par son exposition géographique et son micro-climat, le tout renforcé en partie par sa topographie, eut une forte activité viticole, jusqu'à la fin de la Seconde Guerre mondiale (1939-1945). Mais face à la concurrence et aux qualités de vignobles tels les vins de Chignin (Savoie) et malgré les qualités d'expositions géographique et climatique, complété par l'attribution de subventions pour défricher et réduire les productions viticoles, l'espace viticole de Biviers céda de 1945 à 1970, peu à peu. C'est ainsi que les premiers lotissements furent construits à Biviers, les grandes familles propriétaires du foncier ayant meilleur parti à vendre le foncier. Cette tendance est amplifiée par les besoins de logements et les retombées économiques du développement du bassin grenoblois entre 1955 et 1980. Les Jeux olympiques de 1968 ont permis de financer de nombreuses infrastructures routières, telles que l'autoroute Lyon-Grenoble, la voie express Grenoble - Le Touvet qui, en 1975, se transformera en autoroute Grenoble Chambéry.

### Communes limitrophes
| Le Sappey-en-Chartreuse |         | Saint-Ismier            |
|                         | Biviers |                         |
| Meylan                  |         | Montbonnot-Saint-Martin |

### Climat
Pour des articles plus généraux, voir Climat d'Auvergne-Rhône-Alpes et Climat de l'Isère.
En 2010, le climat de la commune est de type climat des marges montargnardes, selon une étude du Centre national de la recherche scientifique s'appuyant sur une série de données couvrant la période 1971-2000. En 2020, Météo-France publie une typologie des climats de la France métropolitaine dans laquelle la commune est exposée à un climat de montagne ou de marges de montagne et est dans la région climatique  Alpes du nord, caractérisée par une pluviométrie annuelle de 1 200 à 1 500 mm, irrégulièrement répartie en été. 
Pour la période 1971-2000, la température annuelle moyenne est de 11,1 °C, avec une amplitude thermique annuelle de 19,3 °C. Le cumul annuel moyen de précipitations est de 1 426 mm, avec 9,3 jours de précipitations en janvier et 7,6 jours en juillet. Pour la période 1991-2020, la température moyenne annuelle observée sur la station météorologique de Météo-France la plus proche, « Grenoble - Lvd », sur la commune du Versoud à 5 km à vol d'oiseau, est de 12,6 °C et le cumul annuel moyen de précipitations est de 981,1 mm,. Pour l'avenir, les paramètres climatiques de la commune estimés pour 2050 selon différents scénarios d'émission de gaz à effet de serre sont consultables sur un site dédié publié par Météo-France en novembre 2022.

### Hydrographie
Le territoire communal est sillonné par quelques ruisseaux s'écoulant depuis les falaises du massif de la Chartreuse.

## Urbanisme

### Typologie
Au 1er janvier 2024, Biviers est catégorisée grand centre urbain, selon la nouvelle grille communale de densité à sept niveaux définie par l'Insee en 2022.
Elle appartient à l'unité urbaine de Grenoble, une agglomération intra-départementale regroupant 38  communes, dont elle est une commune de la banlieue,,. Par ailleurs la commune fait partie de l'aire d'attraction de Grenoble, dont elle est une commune du pôle principal,. Cette aire, qui regroupe 204 communes, est catégorisée dans les aires de 700 000 habitants ou plus (hors Paris),.

### Occupation des sols
L'occupation des sols de la commune, telle qu'elle ressort de la base de données européenne d’occupation biophysique des sols Corine Land Cover (CLC), est marquée par l'importance des forêts et milieux semi-naturels (51 % en 2018), une proportion identique à celle de 1990 (51 %). La répartition détaillée en 2018 est la suivante : 
forêts (41,6 %), zones urbanisées (26,1 %), zones agricoles hétérogènes (22,9 %), espaces ouverts, sans ou avec peu de végétation (9,4 %). L'évolution de l’occupation des sols de la commune et de ses infrastructures peut être observée sur les différentes représentations cartographiques du territoire : la carte de Cassini (XVIIIe siècle), la carte d'état-major (1820-1866) et les cartes ou photos aériennes de l'IGN pour la période actuelle (1950 à aujourd'hui).

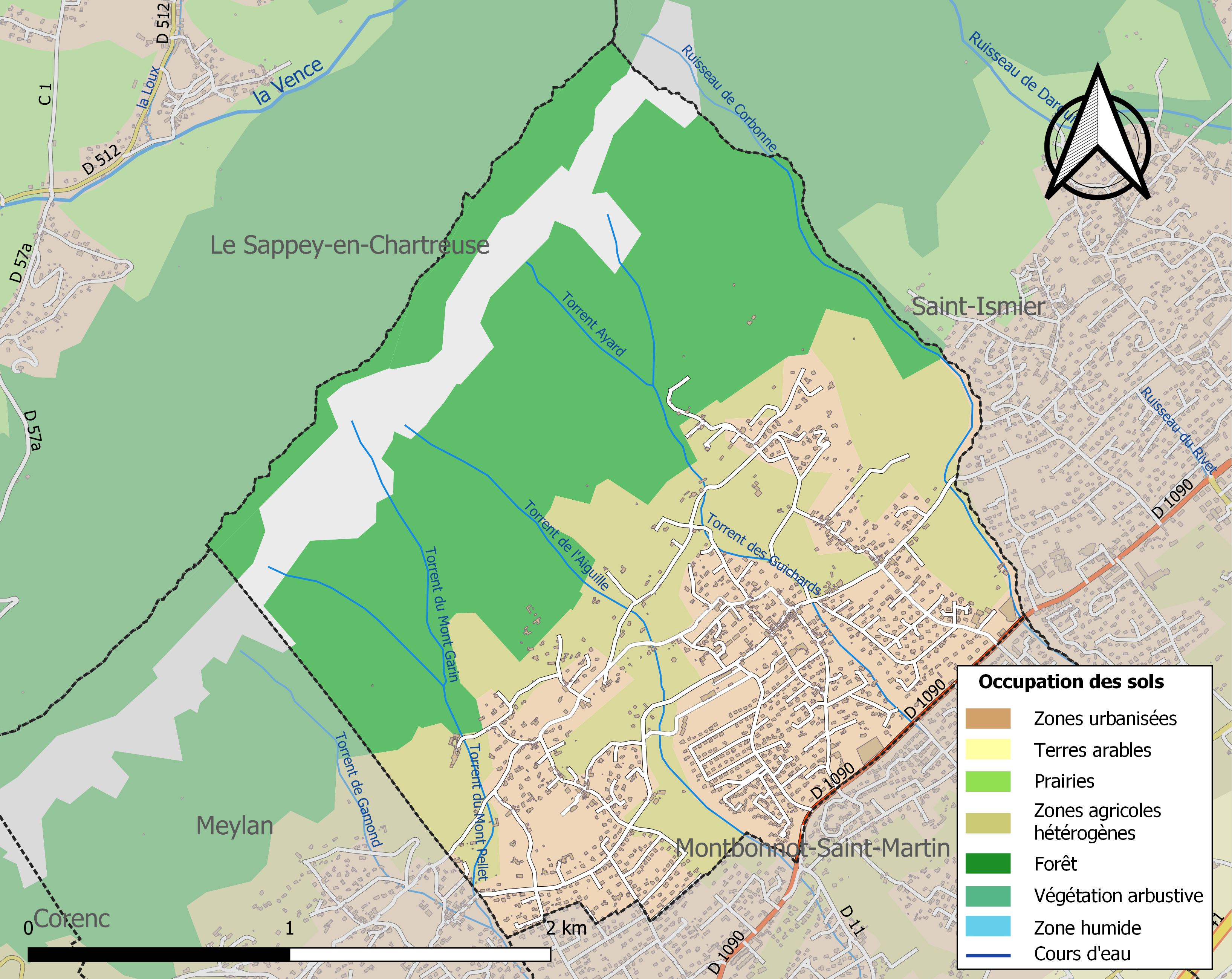
Carte des infrastructures et de l'occupation des sols de la commune en 2018 (CLC).

### Risques naturels et technologiques

#### Risques sismiques
L'ensemble du territoire de la commune de Biviers est situé en zone de sismicité no 4, comme la plupart des communes de son secteur géographique (Massif de la Chartreuse et vallée du Grésivaudan).
| Type de zone | Niveau            | Définitions (bâtiment à risque normal) |
| ------------ | ----------------- | -------------------------------------- |
| Zone 4       | Sismicité moyenne | accélération = 1,6 m/s2                |

## Histoire
La seigneurie de Biviers appartint à Abel Servien. En 1655, il la vendit à la famille de Reynold, famille de Gardes suisses.
Biviers est une commune qui date de la fin du XVIIIe siècle. Il y avait beaucoup de fermes de viticulteurs, paysans et agriculteurs.

### La mairie

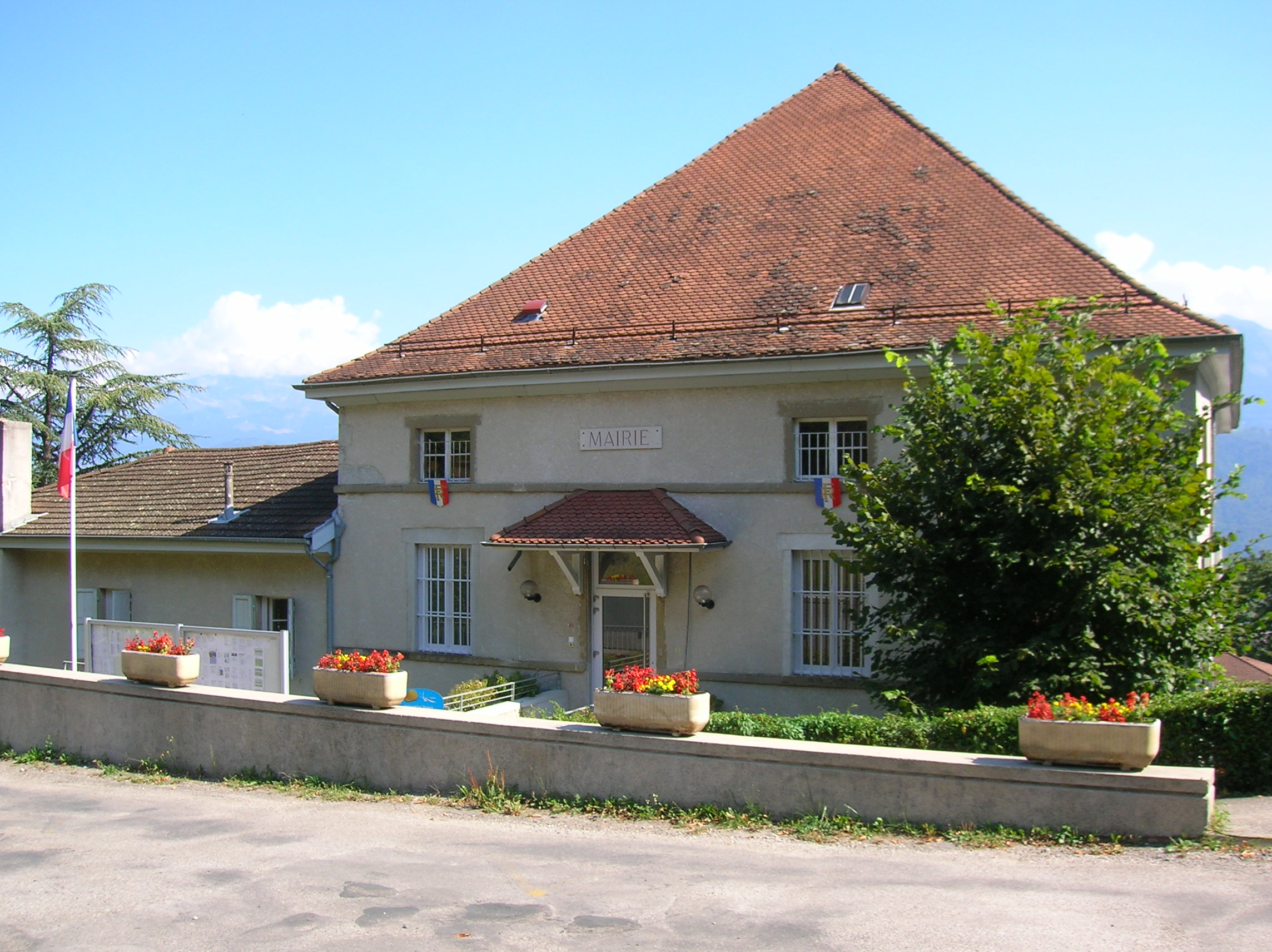
La mairie.

En 1792, le conseil municipal décide de vendre la mairie, trop délabrée, pour racheter l’ancien presbytère. Le curé et un valet de la mairie habiteront dans la maison, composée au rez-de-chaussée d’une écurie, d'une cuisine, d'une salle et de quatre celliers et, à l’étage, de deux chambres et deux cabinets. Au nord, il y a un emplacement au-dessus de la cave, où l’on construira une salle pour le conseil municipal. La commune étant pauvre, ce n'est qu'en 1818 qu’une armoire fermant à clé sera achetée, pour conserver les documents officiels.
En 1817, le général Gabriel Donnadieu, commandant de la 7e division militaire, s'installe au château de Franquières.
Il faudra attendre 1841 pour qu’une grande bâtisse soit achetée pour transférer la maison communale. Sise chemin de Moydieu, elle est massive, banale. Elle a été agrandie, intégrant la maison du vigneron traditionnelle. En 1634, elle apparait sur le parcellaire comme propriété de la famille de Moydieu, dont les membres sont conseillers du Parlement de Grenoble. Maison des champs, elle fournissait à cette famille fruits et légumes, vins et rentes. Au début du XVIIe siècle, elle a été transformée ; on retrouve une entrée sur la façade ouest, qui accède à l’étage par un escalier droit de 120 cm de large. Les marches sont des blocs de calcaire reposant sur les murs d’échiffre, une accolade plate apparait sous plâtre et peinture au-dessus de la porte de l’étage et un plafond à la française dans une pièce signent l’époque.
En 1977, la mairie est transférée chemin de l’Église, après avoir acquis l'ancienne villa de la famille Michal-Sisteron.

## Politique et administration

### Liste des maires

#### Les maires de Biviers auXVIIIesiècle
| Époque        | Dates élection Nominations | ! . Nom des maires . | Nbre de mandats | Mode d'élection                                               | ............... |
| ------------- | -------------------------- | -------------------- | --------------- | ------------------------------------------------------------- | --------------- |
| XVIIIe siècle | 1790                       | Jacques Perrard      | 1               | Agent municipal [maire] Élu par les électeurs dits « actifs » |                 |

#### Les maires de Biviers auXXesiècle
| Période                                  | Période   | Identité                  | Étiquette | Qualité     |
| ---------------------------------------- | --------- | ------------------------- | --------- | ----------- |
| Les données manquantes sont à compléter. |           |                           |           |             |
| 1953                                     | 1959      | Roger de Boisremond       |           |             |
| 1959                                     | mars 1989 | Louis Charpentier         | SE        | agriculteur |
| mars 1989                                | juin 1995 | Jacques Eybert-Prud'Homme | SE        |             |
| juin 1995                                | mars 2001 | Martine Prolongeau        |           |             |
| mars 2001                                | mars 2008 | Claudie Darnault          |           |             |
| mars 2008                                | mars 2014 | Jannick Mousin            | SE        |             |
| mars 2014                                | 2020      | René Gautheron            | SE        | Retraité    |
| 2020                                     | En cours  | Thierry Ferotin           |           |             |

## Population et société

### Démographie
L'évolution du nombre d'habitants est connue à travers les recensements de la population effectués dans la commune depuis 1793. Pour les communes de moins de 10 000 habitants, une enquête de recensement portant sur toute la population est réalisée tous les cinq ans, les populations de référence des années intermédiaires étant quant à elles estimées par interpolation ou extrapolation. Pour la commune, le premier recensement exhaustif entrant dans le cadre du nouveau dispositif a été réalisé en 2005.

En 2022, la commune comptait 2 327 habitants, en évolution de +0,22 % par rapport à 2016 (Isère : +3,07 %, France hors Mayotte : +2,11 %).
| 1793 | 1800 | 1806 | 1821 | 1831 | 1836 | 1841 | 1846 | 1851 |
| ---- | ---- | ---- | ---- | ---- | ---- | ---- | ---- | ---- |
| 616  | 604  | 695  | 645  | 714  | 760  | 739  | 690  | 651  |

| 1856 | 1861 | 1866 | 1872 | 1876 | 1881 | 1886 | 1891 | 1896 |
| ---- | ---- | ---- | ---- | ---- | ---- | ---- | ---- | ---- |
| 619  | 589  | 610  | 589  | 589  | 583  | 610  | 540  | 534  |

| 1901 | 1906 | 1911 | 1921 | 1926 | 1931 | 1936 | 1946 | 1954 |
| ---- | ---- | ---- | ---- | ---- | ---- | ---- | ---- | ---- |
| 554  | 488  | 440  | 360  | 409  | 416  | 396  | 483  | 521  |

| 1962 | 1968 | 1975  | 1982  | 1990  | 1999  | 2005  | 2006  | 2010  |
| ---- | ---- | ----- | ----- | ----- | ----- | ----- | ----- | ----- |
| 679  | 964  | 1 733 | 2 147 | 2 258 | 2 383 | 2 391 | 2 360 | 2 360 |

| 2015  | 2020  | 2022  | - | - | - | - | - | - |
| ----- | ----- | ----- | - | - | - | - | - | - |
| 2 324 | 2 304 | 2 327 | - | - | - | - | - | - |

### Enseignement
La commune est rattachée à l'académie de Grenoble.
Comme Montbonnot-Saint-Martin, Biviers est divisée pour la continuation de la scolarité. Il y a deux parties séparées par le torrent de l'Aiguille : 
- les élèves résidant rive gauche vont au collège du Grésivaudan à Saint-Ismier ;
- les élèves résidant rive droite vont au collège Lionel-Terray à Meylan.

### Médias
Historiquement, le quotidien à grand tirage Le Dauphiné libéré consacre, chaque jour, y compris le dimanche, dans son édition de Grenoble, un ou plusieurs articles à l'actualité du canton, de la communauté de communes et quelquefois de la commune, ainsi que des informations sur les éventuelles manifestations locales, les travaux routiers, et autres événements divers à caractère local.

### Cultes
La communauté catholique et l'église de la commune (propriété communale) sont rattachées à la paroisse Saint Martin du Manival, elle-même rattachée au diocèse de Grenoble-Vienne.

## Économie
La commune fait partie de l'aire géographique de production et transformation du « Bois de Chartreuse », la première AOC de la filière Bois en France.

## Culture locale et patrimoine

### Lieux et monuments

#### Patrimoine civil
- Château de Franquières (1er quart du XVIIe siècle (1601-1610) ; aujourd'hui internat)

Le parc et les décors intérieurs et extérieurs du château font l’objet d’une inscription au titre des monuments historiques par arrêté du 27 octobre 1948. Le parc du XVIIIe siècle est aussi répertorié à l'inventaire général du patrimoine culturel. Le château et son parc fut vendu par la famille Forest durant les années 1950, à l’œuvre des villages d'enfant. Aujourd'hui, le château de Franquières est un institut thérapeutique éducatif et pédagogique (ITEP) qui accueille des enfants en difficulté, essentiellement par leur décalage avec les enfants du même âge. L'OVE leur apporte une structure d'accueil personnalisée et encadrée.
- Château Servien, dit Serviantin, du XIIIe et XVe siècles[31]

Le château fait l’objet d’une inscription partielle au titre des monuments historiques par arrêté du 4 novembre 1960. Seules les façades et les toitures sont inscrites.
- Château de Montbives ou Montbivol

Cette ancienne maison forte du XIIIe siècle fut dans un premier temps une salle de garde, en liaison avec la tour d'Arces de Saint-Ismier, afin de contrôler et surveiller les voies d'accès en provenance de la Chartreuse, par le pas de la Branche et le col de la Faita. Ce poste de garde était sous la gestion de la famille d'Arces qui, avec le château de Méribel à Montbonnot, contrôlait militairement le secteur.
À la Renaissance, la famille d'Arces ne suivra pas l'évolution économique en se diversifiant vers des activités de négoces ou de commerce, comme cela fut pour de nombreuses familles d'armes à cette époque.
- Au lieu-dit Châtelard, des vestiges d'une tour carrée, précédée probablement par une fortification en bois disparue selon Eric Tasset[31].
- manoir de Crêt Chatel, du XVIe siècle (tour disparue)[31]
- plusieurs maisons anciennes sont situées dans la commune : le Bontoux (début du XVIIe siècle), le Belvédère (sous le nom de Perretière il appartint aux chartreux au XVIIe siècle), la maison Chabert (XVIe et XVIIe siècles), la maison Saint-Pierre, la Galisserie, la maison Chaix, l' ancienne mairie (jadis maison Javelle) et la mairie actuelle[31]
- au Mas de l'église (ou de la côte) se trouve un ancien manoir, jadis appelé Prieuré de l'Abyme[31]
- Château de Plate Rousset, du début du XVIIIe siècle[31]
- Monument aux morts communal, également dénommé « espace du souvenir », inauguré le 11 novembre 2021[33].

#### Patrimoine religieux
- Église de la Compassion de Biviers, romane[réf. nécessaire]
- église des années 1500[31]
- Centre Saint-Hugues : situé au pied de la falaise du Saint-Eynard, c'est un lieu d'accueil, de personnes individuelles ou de groupes, dédié au repos, au développement personnel ou encore à la spiritualité. Le lieu se compose de 3 bâtiments (le plus vieux date de 1860), un jardin cultivé, un arboretum et un parc de prairies et de forêts. Le site est ouvert au promeneur.

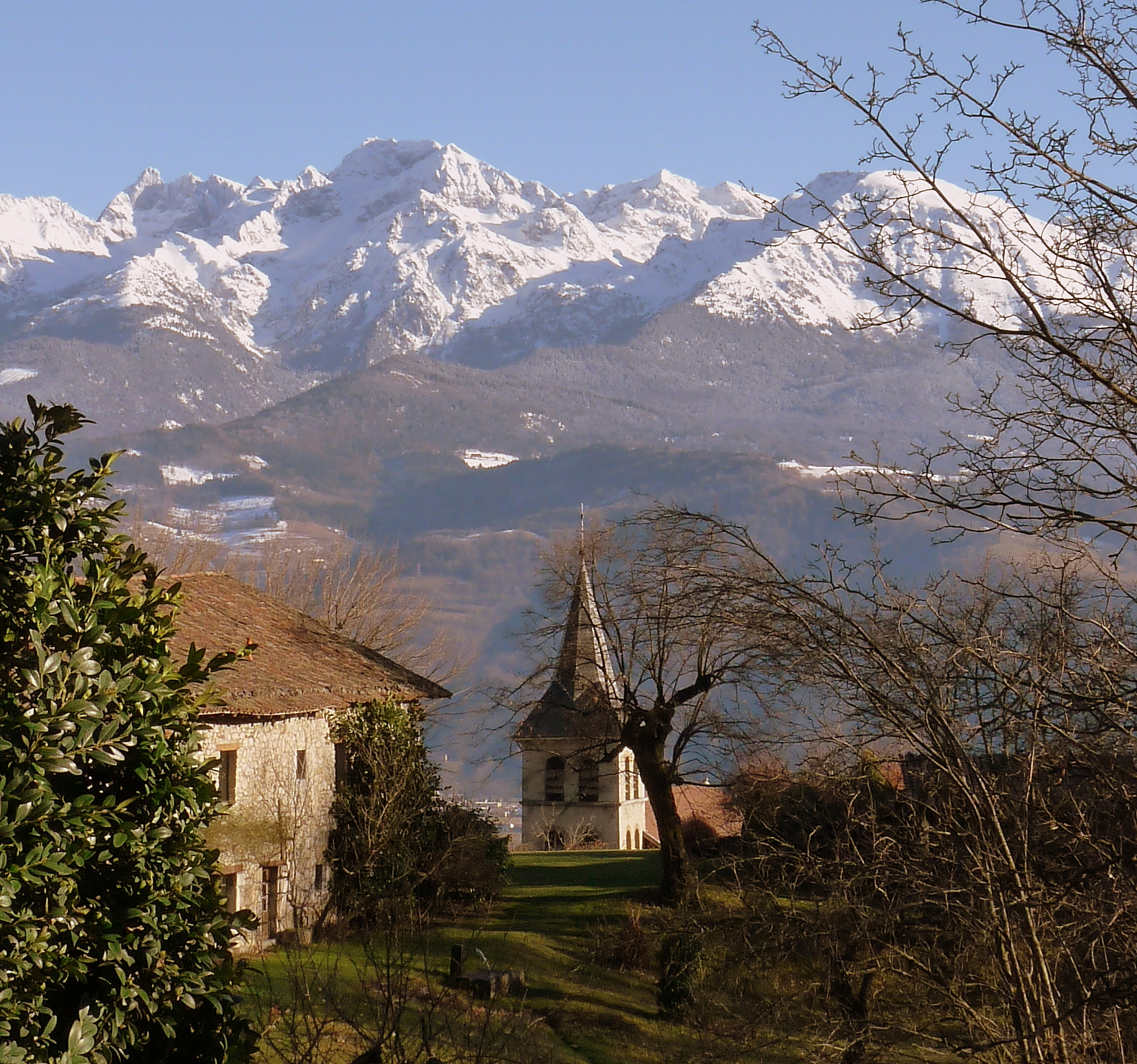
L'église.
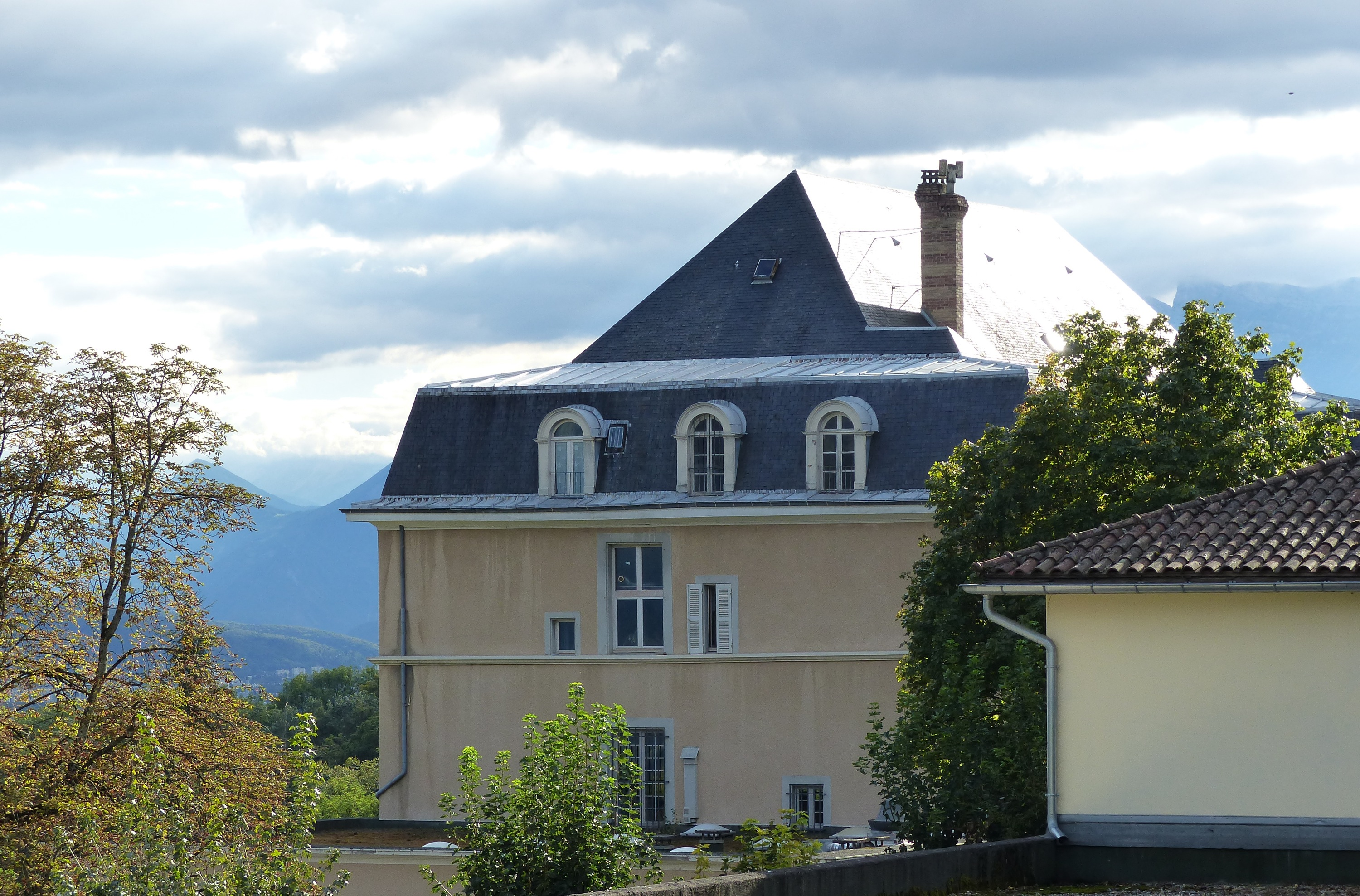
Château de Franquières.
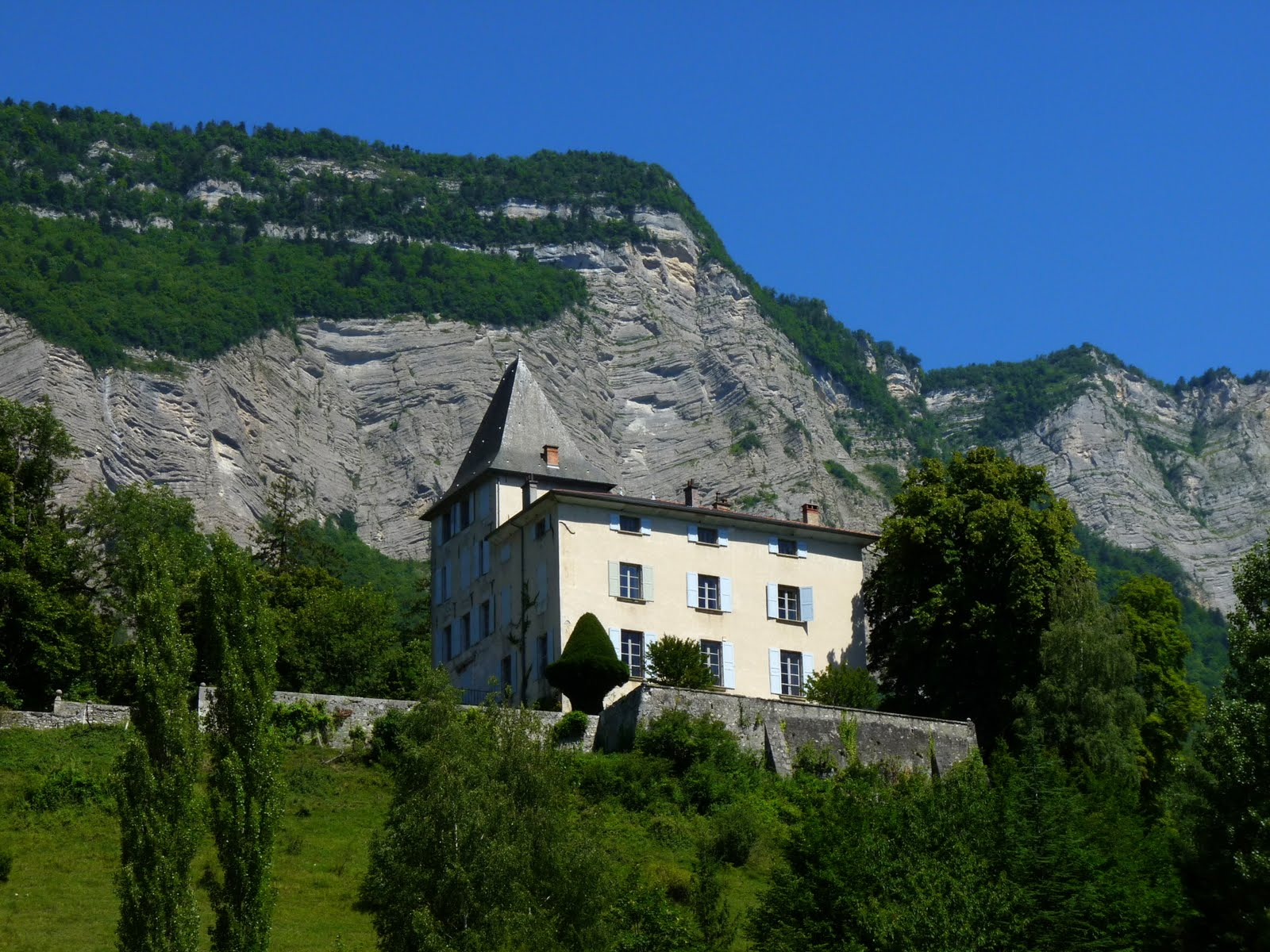
Château de Montbives.
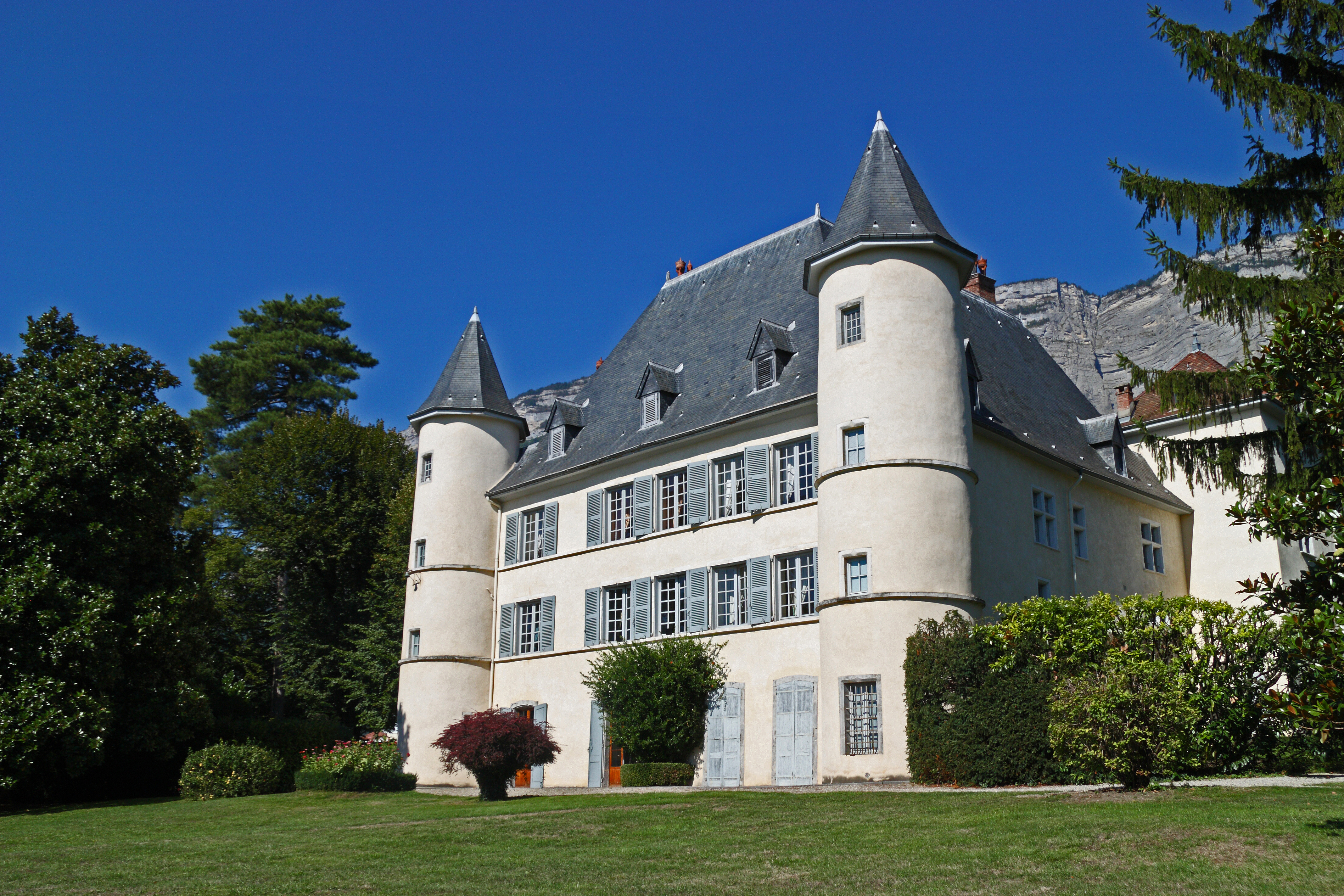
Château de Serviantin.

### Patrimoine naturel
La commune fait partie du parc naturel régional de Chartreuse.
Depuis le 11 janvier 2005, la commune de Biviers est incluse pour partie dans le site classé du Massif du Saint-Eynard, du nom du massif qui surplombe la commune. À ce titre, les demandes d'autorisation d'urbanisme et d'occupation du sol concernant ce secteur intégré au site classé sont soumises à avis conforme de la DREAL Auvergne Rhône-Alpes.
Le plan local d'urbanisme (PLU) en vigueur, adopté par le Conseil municipal le 21 mars 2017, identifie plusieurs zones naturelles sur la commune ainsi que des corridors écologiques le long des torrents de la commune, faisant l'objet d'une protection spécifique. La commune dispose également de nombreux Espaces Boisés Classés (EBC) et d'Espaces Végétaux Paysagers (EVP) identifiés dans son document d'urbanisme.
La commune de Biviers, de par sa proximité avec le massif du Saint-Eynard et les torrents qui la traversent, est soumise à de nombreux risques naturels identifiés au sein d'un Plan d'Exposition aux Risques (PER) valant Plan de Prévention des Risques Naturels (PPRN) ainsi qu'au sein d'une carte des aléas, intégrés au PLU et donc opposables aux tiers dans leurs démarches, notamment ce qui concerne les demandes d'autorisation d'urbanisme.

### Personnalités liées à la commune
- Abel Servien, né à Biviers, ministre de Louis XIV et négociateur du traité de Westphalie (1644-1648)[35]
- François de Reynold (1642-1722), Lieutenant général, membre du Conseil de la Guerre, Colonel général des Suisses et des Grisons, dont la famille possédait la seigneurie de Biviers, achetée à Abel Servien[20].
- Solange Merceron-Vicat, née en 1885, de Maurice Merceron et Suzanne Vicat, elle même fille de Joseph Vicat (fondateur de l'entreprise Vicat et fils de Louis Vicat). Les mariés prennent le nom de Merceron-Vicat. Ils eurent cinq enfants, dont Solange et Henri, maire de Biviers et à l'origine du syndicat des eaux de la Duy. Faisant partie des mouvements de jeunesse chrétienne, elle fonde les syndicats libres féminins.
- Dominique Dubarle (né en 1907 à Biviers), religieux et philosophe. Il collabora avec Leprince-Ringuet à résoudre des problèmes de physique nucléaire, il a écrit Humanisme scientifique et raison chrétienne (1964), La Civilisation et l’Atome (1964), Approche d’une théologie de la science (1967).
- Jean Silvy (1910-1971), né à Grenoble, compagnon de la Libération. Un hommage lui est rendu sur le monument aux morts de Biviers, village où sa famille possédait une maison, et où il s'est marié[36],[37],[38].
- Claude Berri, producteur-réalisateur de cinéma français. De confession juive, il a été caché à Biviers durant la Seconde Guerre mondiale. Le film Le Vieil Homme et l'Enfant, tourné en 1966 en partie sur Biviers et à Saint-Vincent-de-Mercuze (Isère), retrace les années de Claude Berri dans la Guerre 1939-1945, lors de son séjour à Biviers.
- Serge Kampf, né le 13 octobre 1934[39] à Grenoble et mort le 15 mars 2016[40], était un homme d'affaires français d'origine suisse[41], fondateur de Sogeti et ensuite acquéreur de la SSII française Capgemini. Le stade de rugby de Biviers porte son nom depuis le 17 octobre 2015.

### Biviers dans les arts

#### Biviers au cinéma
Dans sa biographie, le cinéaste Claude Berri relate que deux films ont partiellement été tournés dans le village Biviers :
- des scènes de son propre film, Le Vieil Homme et l'Enfant, sorti en 1967, ont été tournées dans la maison appartenant au Dr Chautard.
- des scènes du film La mariée était en noir, sorti en 1968, a été tournée dans la même maison par le réalisateur François Truffaut appréciait, notamment la maison filmée au cours des scènes présentant l'enfance du personnage principal.

### Héraldique, logotype et devise
| Blason de Biviers | Blason  | Coupé : au premier d'azur à la chaîne de montagne de sinople chargée de deux torrents aussi d'azur ondoyant en pal et mouvant de deux cols de la chaîne, accompagnés en pointe de deux châteaux couverts d'argent posés sur les berges extérieures et d'une tour couverte du même posée en chef sur la berge commune ; au second de gueules à la chouette contournée surmontée à dextre d'une étoile de huit rais, le tout d'argent. |
| Blason de Biviers | Détails | Le statut officiel du blason reste à déterminer. |